# Oxoborane
Un oxoborane est un composé chimique contenant un atome de bore lié à un atome d'oxygène formant un groupe fonctionnel −B=O. Ces composés font l'objet de certains travaux académiques. L'oxoborane HBO et ses dérivés fluorure FBO, chlorure ClBO, bromure BrBO, hydroxyde HOBO et méthyle CH3BO ont été détectés par isolation en matrice (en) ou en phase gazeuse à haute température,. Dans ces composés, le bore et l'oxygène forment une liaison triple encline à trimériser en boroxines.
Si les oxoboranes monomériques n'ont pas été isolés, on en a en revanche publié des dérivés. Un exemple d'adduit stabilisé par un acide de Lewis est NacNacB=O·AlCl3. Dans ce composé, l'atome d'oxygène est coordonné au chlorure d'aluminium AlCl3. La liaison B=O a pour l'longueur 130 pm, à comparer aux 136 pm des liaisons B−O des acides boroniques. On en connaît des systèmes apparentés. Dans le trans-[(Cy3P)2PtBr(BO)], l'atome de platine est coordonné au groupe BO. La liaison BO de ce composé a pour longueur 120 pm.